# Pedro Homem da Costa Noronha Ponce de Leão
Pedro Homem da Costa Noronha Ponce de Leão ComC (Angra do Heroísmo, 13 de Março de 1806 — Angra do Heroísmo, 31 de Agosto de 1870), primeiro e único barão e visconde de Noronha, foi um rico terratenente e político liberal açoriano que se destacou durante a Guerra Civil e as primeiras décadas da monarquia constitucional portuguesa.

## Biografia
Pedro Homem da Costa Noronha Ponce de Leão nasceu na freguesia da Conceição da cidade de Angra a 13 de março de 1806, filho primogénito de Manuel Homem da Costa de Noronha Ponce de Leão e de sua esposa D. Úrsula Cândida do Canto e Castro Pacheco. Era uma família de ricos morgados pertencente à melhor aristocracia da ilha Terceira. O pai era irmão de André Eloy Homem da Costa Noronha, o pai de Teotónio de Ornelas Bruges, o futuro poderoso conde da Vila da Praia da Vitória, o que fazia deles primos em primeiro grau. Este parentesco foi determinante no período revolucionário que antecedeu a Guerra Civil Portuguesa (1828-1834).
O pai faleceu a 5 de julho de 1823, pelo que aos 17 anos de idade sucedeu na casa e morgados dos seus antepassados. Casou no dia 3 de Outubro do ano de 1826 com D. Maria Teotónia Augusta de Ornelas Bruges.
Atingiu o posto de coronel no Regimento de Milícias de Angra e foi em 1829 Secretário de Estado dos Negócios da Guerra do governo da Regência de Angra. Depois da guerra, foi governador civil do Distrito de Angra do Heroísmo e presidente da Câmara Municipal de Angra do Heroísmo. Pelos seus serviços à causa liberal foi condecorado com a medalha das Campanhas da Liberdade n.º 9.
Foi um dos 5 deputados eleitos pelos Açores, em 15 de Agosto de 1834, mandato que exerceu até 1840. Estando em Lisboa aderiu à Revolução de Setembro, e foi nomeado comandante dos batalhões das guardas nacionais de Lisboa. Tomou parte na revolta de Almeida, em 1844, e foi governador civil, quando, em 1847 e no contexto da Patuleia, se criou na ilha Terceira a Junta Governativa de Angra do Heroísmo, subordinada à Junta Suprema do Reino, estabelecida no Porto.
Era conselheiro, barão de Noronha, primeiro do título, que D. Pedro IV concedeu na cidade do Porto a 8 de Dezembro de 1832, e recebeu o título de visconde de Noronha, e a comenda da Ordem Militar de Cristo em 1866. Exerceu vários cargos electivos com superior competência.

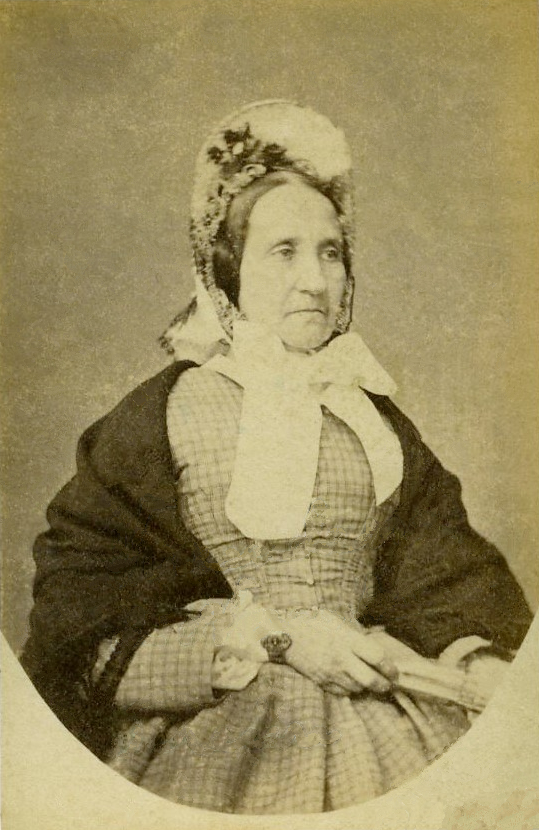
D. Maria Teotónia Augusta de Ornelas, Viscondessa de Noronha

Depois de ter exercido os cargos de membro da Junta Provisória e encarregado da administração do Reino e Açores e também e dos negócios da fazenda e estrangeiros, e de ter servido também a Causa da Liberdade com os postos de comandante do batalhão de caçadores artilheiros, nº 2, e também o de capitão do corpo de voluntários da rainha criado na ilha Terceira, foi um dos cinco deputados eleitos pelas ilhas dos Açores, nas eleições que se efectuaram no dia do mês de Agosto do ano de 1834, servindo neste lugar até ao ano de 1840.
No ano de 1836, encontrando-se em Lisboa, aderiu à Revolução de Setembro. No ano de 1844 tomou parte na revolta de Almeida; e quando, no ano de 1847 foi criada na ilha Terceira a Junta Governativa subordinada à Junta Suprema do Reino, estabelecida no Porto, Pedro Homem da Costa Noronha Ponce de Leão desempenhou o lugar de Governador Civil da cidade de Angra do Heroísmo. Foi neste concelho e distrito que desempenhou ainda outros cargos, nomeadamente o de presidente da Câmara Municipal e da Junta Geral.
Filhos de Pedro Homem da Costa Noronha Ponce de Leão com D. Maria Teotónia Augusta de Ornelas Bruges:
1. Manuel Homem da Costa Noronha, que faleceu solteiro, deixando no entanto um filho natural de nome Pedro Celestino da Costa.
2. D. Maria da Glória da Costa Noronha. Nasceu no dia 23 de Novembro do ano de 1828. Faleceu solteira.

Faleceu no dia 31 de Agosto do ano de 1870.

## Títulos
Pedro Homem da Costa Noronha Ponce de Leão, foi primeiro e único barão e visconde de Noronha. O baronato lhe foi entregue por decreto de 8 de Dezembro de 1832, da rainha D. Maria II de Portugal, cujo teor era o seguinte:
«Atendendo aos relevantes serviços prestados pelo Conselheiro Pedro Homem da Costa Noronha à causa da rainha a Senhora D. Maria II, quando concorreu com todos os meios que pôde para o nobre levantamento do memorável dia vinte e dois de Junho de mil oitocentos vinte e oito, na Ilha Terceira, a favor dos legítimos direitos da mesma Augusta Senhora., e contra a facção do Usurpador do deu Trono, então debelada e para sempre destruída, e havendo depois sido um dos membros do Governo legitimo, que regeu por muito tempo na Ilha, afrontando perigos, e vencendo inumeráveis dificuldades para conservar uma Pátria aos Portugueses fieis, aos defensores da Rainha, da Carta e honra nacional; e querendo Eu dar-lhe uma prova da estima em que tenho sua pessoa, e tão distintos serviços; Hei por bem em nome Rainha, conceder ao referido Conselheiro Pedro Homem da Costa Noronha, durante a sua vida, o Titulo de Barão de Noronha; com a cláusula expressa de fundar em qualquer lugar do extenso terreno que possui na Ilha Terceira, sua Pátria, uma povoação de vinte e cinco moradores, pelo menos, à qual dará o nome do seu título. E este nome se conservará para perpetuar a memória de tais serviços e as habitações da mesma povoação serão dadas a soldados inválidos, que pelas feridas recebidas nesta guerra contra o Usurpador do Trono Português se tenham tornado incapazes de continuar no serviço da Rainha e da Nação. O Ministro e Secretário de Estado dos Negócios do Reino o tenha assim entendido, e o faça executar com os despachos necessários. Paço no Porto em oito de Dezembro de mil oitocentos trinta e dois. D. Pedro, Duque de Bragança, Bernardo de Sá Nogueira».
Foi elevado a visconde de Noronha por decreto de 26 de dezembro de 1866, do rei D. Luís I de Portugal.